# Mark Huffam
Mark Huffam – irlandzki producent filmowy i telewizyjny znany z wyprodukowania filmów Marsjanin, Johnny English oraz Gra o tron.

## Kariera
W 2011 roku, Huffam wyprodukował pierwszy sezon serii Gra o tron.
W 2015 roku, Huffam wyrodukował film sci-fi Marsjanin z Mattem Damonem w roli głównej. Film został wyreżyserowany przez Ridleya Scotta. Otrzymał Oscara w kategorii najlepszy film na 88 ceremonii wręczenia nagród Akademii wraz z Simonem Kinbergiem, Ridleyem Scottem i Michaelem Schaeferem.

### Przyszłe projekty
W marcu 2013 roku, The Vladar Company zatrudniła Huffama, aby wyprodukować ekranizację powieści The French Executioner Chrisa Humphreya.

## Filmografia
- 1997: Jumpers
- 1998: Szeregowiec Ryan
- 2000: Ogłoszenie
- 2000: Zatrute pióro
- 2001: Kapitan Corelli
- 2002: Godziny
- 2003: Johnny English
- 2004: Thunderbirds
- 2004: Mickybo i ja
- 2005: Gol!
- 2007: Gol 2
- 2008: Mamma Mia!
- 2008: Freakdog
- 2009: Wybuchowy weekend
- 2009: Ghost Machine
- 2011: Zabić Bono
- 2011: Wasza wysokość
- 2011: Gra o Tron
- 2011: Stand Off
- 2012: Prometeusz
- 2012: Keith Lemon: The Film
- 2013: World War Z
- 2013: Adwokat
- 2014: Road
- 2014: Imperium Robotów. Bunt człowieka
- 2014: Halo
- 2014: Exodus: Bogowie i królowie
- 2015: Zabić Jezusa
- 2015: Marsjanin
- 2016: Morgan
- 2016: The Lost City of Z
- 2016: The Journey
- 2017: Alien: Convenant